# Hemipecten
Hemipecten is een monotypisch geslacht van tweekleppigen uit de  familie van de Pectinidae (mantelschelpen). 

## Soort
- Hemipecten forbesianus A. Adams & Reeve, 1849